# Точено
Точено (італ. Toceno, п'єм. Tsen) — муніципалітет в Італії, у регіоні П'ємонт,  провінція Вербано-Кузіо-Оссола.
Точено розташоване на відстані близько 570 км на північний захід від Рима, 135 км на північний схід від Турина, 23 км на північ від Вербанії.
Населення — 781 особа (2014).
Щорічний фестиваль відбувається 17 січня. Покровитель — святий Антоній.

## Демографія
Населення за роками:

Станом на 1 січня 2023 року в муніципалітеті офіційно проживало 12 іноземців з 6 країн, серед них 2 громадяни країн Євросоюзу та 2 громадяни України.

## Сусідні муніципалітети
- Краведжа
- Санта-Марія-Маджоре